# World Tour w siatkówce plażowej 1998
World Tour w siatkówce plażowej 1998 składał się z 23 turniejów organizowanych przez Międzynarodową Federację Piłki Siatkowej, w tym turniej Goodwill Games w Nowym Jorku wchodzący w skład głównych rozgrywek.

## Zawody

### Klasyfikacja turniejów
| Grand Slam |
| Open       |

### Mężczyźni
| Turniej                                                   | 1 miejsce                          | 2 miejsce                          | 3 miejsce                          | 4 miejsce                          |
| --------------------------------------------------------- | ---------------------------------- | ---------------------------------- | ---------------------------------- | ---------------------------------- |
| Argentina Open Mar del Plata, Argentyna 16 - 18 stycznia  | Martin Laciga Paul Laciga          | Paulao Moreira Paulo Emilio Silva  | José Loiola Emanuel Rego           | Rogério Ferreira Guilherme Marques |
| Brazil Open Rio de Janeiro, Brazylia 12 - 15 lutego       | Zé Marco de Melo Ricardo Santos    | José Loiola Emanuel Rego           | Roberto Lopes Franco Neto          | Jan Kvalheim Bjørn Maaseide        |
| Canada Open Toronto, Kanada 19 - 21 czerwca               | Martín Conde Eduardo Martínez      | José Loiola Emanuel Rego           | Javier Bosma Fabio Diez            | Jan Kvalheim Bjørn Maaseide        |
| German Open Berlin, Niemcy 3 - 5 lipca                    | Vegard Høidalen Jørre Kjemperud    | Rogério Ferreira Guilherme Marques | Zé Marco de Melo Ricardo Santos    | Premysl Kubala Michal Palinek      |
| Italian Open Lignano, Włochy 17 - 19 lipca                | Rogério Ferreira Guilherme Marques | Martin Laciga Paul Laciga          | José Loiola Emanuel Rego           | Javier Bosma Fabio Diez            |
| Goodwill Games Nowy Jork, Stany Zjednoczone 22 - 26 lipca | Rogério Ferreira Guilherme Marques | Adam Johnson Karch Kiraly          | Martín Conde Eduardo Martínez      | Julien Prosser Lee Zahner          |
| French Open Marsylia, Francja 24 - 26 lipca               | Zé Marco de Melo Ricardo Santos    | Jörg Ahmann Axel Hager             | Bill Boullianne Ian Clark          | Paulao Moreira Paulo Emilio Silva  |
| Austria Open Klagenfurt, Austria 31 lipca - 2 sierpnia    | José Loiola Emanuel Rego           | Dain Blanton Eric Fonoimoana       | Jan Kvalheim Bjørn Maaseide        | Paulao Moreira Paulo Emilio Silva  |
| Portugal Grand Slam Espinho, Portugalia 7 - 9 sierpnia    | José Loiola Emanuel Rego           | Kent Steffes Mike Whitmarsh        | Rogério Ferreira Guilherme Marques | Martin Laciga Paul Laciga          |
| Belgium Open Ostenda, Belgia 14 - 16 sierpnia             | João Brenha Miguel Maia            | Zé Marco de Melo Ricardo Santos    | John Child Mark Heese              | Bill Boullianne Ian Clark          |
| Russian Open Moskwa, Rosja 21 - 23 sierpnia               | Rogério Ferreira Guilherme Marques | Martín Conde Eduardo Martínez      | Jörg Ahmann Axel Hager             | Martin Laciga Paul Laciga          |
| Spain Open Teneryfa, Hiszpania 3 - 6 września             | José Loiola Emanuel Rego           | Mike Whitmarsh Karch Kiraly        | Bill Boullianne Ian Clark          | Martín Conde Eduardo Martínez      |
| Turkey Open Alanya, Turcja 11 - 13 września               | José Loiola Emanuel Rego           | John Child Mark Heese              | Rogério Ferreira Guilherme Marques | Zé Marco de Melo Ricardo Santos    |
| Brazil Open Vitória, Brazylia 3 - 6 grudnia               | Rogério Ferreira Guilherme Marques | Roberto Lopes Franco Neto          | Mariano Baracetti José Salema      | Martin Laciga Paul Laciga          |

### Kobiety
| Turniej                                                           | 1 miejsce                   | 2 miejsce                      | 3 miejsce                      | 4 miejsce                         |
| ----------------------------------------------------------------- | --------------------------- | ------------------------------ | ------------------------------ | --------------------------------- |
| Brazil Open Rio de Janeiro, Brazylia 26 lutego - 1 marca          | Shelda Bede Adriana Behar   | Pauline Manser Kerri Pottharst | Sandra Pires Jackie Silva      | Maike Friedrichsen Danja Müsch    |
| Canada Open Toronto, Kanada 19 - 21 czerwca                       | Sandra Pires Adriana Samuel | Shelda Bede Adriana Behar      | Lisa Arce Holly McPeak         | Barbra Fontana Linda Hanley       |
| Italian Open Vasto, Włochy 3 - 5 lipca                            | Shelda Bede Adriana Behar   | Mônica Rodrigues Jackie Silva  | Sandra Pires Adriana Samuel    | Barbra Fontana Linda Hanley       |
| French Open Marsylia, Francja 23 - 25 lipca                       | Sandra Pires Adriana Samuel | Shelda Bede Adriana Behar      | Mônica Rodrigues Jackie Silva  | Barbra Fontana Linda Hanley       |
| Goodwill Games Nowy Jork, Stany Zjednoczone 29 lipca - 2 sierpnia | Shelda Bede Adriana Behar   | Pauline Manser Kerri Pottharst | Lisa Arce Holly McPeak         | Laura Bruschini Annamaria Solazzi |
| Portugal Open Espinho, Portugalia 31 lipca - 2 sierpnia           | Barbra Fontana Linda Hanley | Sandra Pires Adriana Samuel    | Nancy Reno Elaine Youngs       | Mônica Rodrigues Jackie Silva     |
| Japan Open Osaka, Japonia 7 - 9 sierpnia                          | Shelda Bede Adriana Behar   | Sandra Pires Adriana Samuel    | Lisa Arce Holly McPeak         | Laura Bruschini Annamaria Solazzi |
| China Open Dalian, Chiny 14 - 16 sierpnia                         | Shelda Bede Adriana Behar   | Lisa Arce Holly McPeak         | Pauline Manser Kerri Pottharst | Laura Bruschini Annamaria Solazzi |
| Brazil Open Salvador, Brazylia 29 października - 1 listopada      | Shelda Bede Adriana Behar   | Barbra Fontana Linda Hanley    | Sandra Pires Adriana Samuel    | Pauline Manser Kerri Pottharst    |